# Massiccio granitico di Hook
Il massiccio granitico di Hook è una estesa formazione geologica che si è formata nella parte centrale dello Zambia circa 550 milioni di anni fa, nel corso dell'orogenesi Pan-Africana. È situato all'interno dell'arco Lufiliano. Attualmente l'estensione sudoccidentale del massiccio si trova al di sotto del Parco nazionale del Kafue.

## Formazione
Studi sul campo e datazione con uranio-piombo indicano che il massiccio è un vasto batolite che si è intruso negli strati superiori di sedimenti Katangan (Kundelungu) nell'arco Lufiliano durante o successivamente all'attività tettonica. Le datazioni ottenute con il metodo U-Pb indicano un'età di 559±18 e 566±5 milioni di anni per l'attività sin-tettonica e 533±3 milioni di anni per l'attività post-tettonica. I sedimenti Kundelungu risalgono a prima di 570 milioni di anni fa; la deformazione della parte interna dell'arco Lufiliano e il voluminoso plutonismo sintettonico granitico hanno avuto luogo 560–570 milioni di anni fa; la parte più importante dell'attività tettonica è terminata attorno a 540–530 milioni di anni fa.
Il massiccio granitico di Hook è delimitato a sud dalla cesura di Mwembeshi, una zona di taglio trascorrente pan-africana. La riolite sintettonica che si è intrusa in questa zona di taglio risale a 551±19 milioni di anni fa; questo indica che la fagliazione trascorrente è avvenuta all'incirca nello stesso periodo di tempo dell'intrusione batolitica e probabilmente per le stesse cause. Anche il plutonismo sintettonico e post-tettonico ebbero luogo nello stesso periodo di tempo nella cintura del Damara in Namibia, indicando un collegamento con l'arco Lufiliano e la cintura dello Zambesi durante l'orogenesi Pan-Africana.